# 赵卫国 (相声演员)
赵卫国（1963年8月—），男，陕西西安人，中国南派相声艺术家，一级演员，中国曲艺家协会会员，湖北省曲协会员，武汉市相声学会会员。。和大兵搭档，被誉为“铂金组合”。

## 生平
赵卫国从小就爱好戏曲，受过严格的专业训练，戏曲基本功扎实。16岁时，他从西安来到武汉，开始闯荡事业。1990年7月，赵卫国毕业于武汉市广播电视大学文宣班。1995年，赵卫国获得了武汉市政府人才江花奖。2003年，大兵、杨奇志分手后，赵卫国和大兵组成了新搭档。此前，他在武汉的搭档是李道南。2003年8月7日，大兵、赵卫国首次在蓝天大剧院演出，正值非典期间，经过千方百计，两人的演出才获得成功。2003年10月12日，大兵和赵卫国首次亮相大中华歌厅。2004年，赵卫国、大兵出席了湖南卫视春晚。2006年，赵卫国、大兵亮相央视春节联欢晚会，演出《谁让你优秀》，夺得观众最喜爱的春晚节目二等奖。2006年5月，大兵和赵卫国的《免费电话》亮相2007年央视春节联欢晚会，再次获得最受观众喜爱的春晚节目二等奖。

## 作品
- 《借电话》
- 《害人不浅》
- 《归国记》
- 《谁让你优秀》
- 《免费电话》

## 奖项
- 《借电话》获全国曲艺小品决赛表演一等奖。[1]
- 《害人不浅》获湖北省第五届百花书会表演一等奖。[1]
- 《归国记》参加《在延安文艺座谈会上的讲话》发表50周年曲艺演唱获优秀奖、湖北省第二届屈原文艺创作奖。[1]